# Herrarnas spelartrupper i landhockey vid olympiska sommarspelen 2012
Herrarnas spelartrupper i landhockey vid olympiska sommarspelen 2012 bestod av tolv nationer.

## Grupp A

### Australien
Coach: Ric Charlesworth
| 1. Jamie Dwyer (Vice kapten) 2. Liam de Young (Vice kapten) 3. Simon Orchard 4. Glenn Turner 5. Chris Ciriello 6. Matthew Butturini 7. Mark Knowles (C) 8. Russell Ford * | 1. Eddie Ockenden 2. Joel Carroll 3. Matthew Gohdes 4. Tim Deavin 5. Matthew Swann 6. Nathan Burgers (GK) 7. Kieran Govers 8. Fergus Kavanagh |

Reserver:
- Kiel Brown
- Andrew Charter (GK)

### Storbritannien
Coach: Jason Lee
| 1. Glenn Kirkham 2. Ashley Jackson 3. Harry Martin 4. Matthew Daly 5. Jonty Clarke 6. Robert Moore 7. Ben Hawes 8. Alastair Wilson | 1. Barry Middleton (C) 2. James Tindall 3. Iain Mackay 4. Iain Lewers 5. James Fair (GK) 6. Nicholas Catlin 7. Daniel Fox 8. Richard Smith |

Reserver:
- Richard Mantell
- George Pinner (GK)

### Spanien

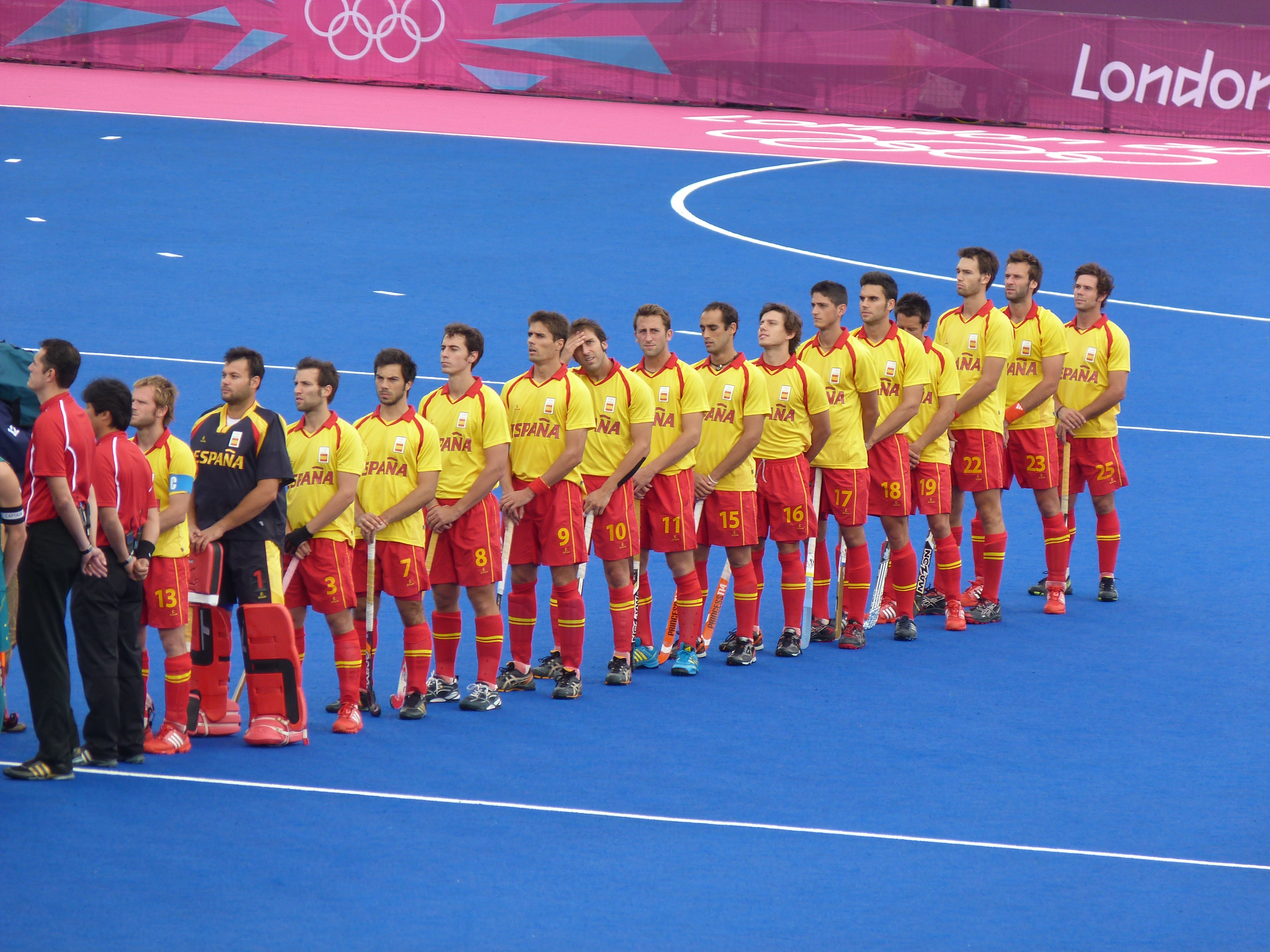
Spaniens landhockeylag innan matchen mot Australien.

Coach: Dani Martín
| 1. Francisco Cortés (GK) 2. Santi Freixa (C) 3. Sergi Enrique 4. Miguel Delas 5. Alex Fàbregas 6. Pol Amat 7. Eduard Tubau 8. Roc Oliva 9. Ramón Alegre | 1. Jose Ballbe 2. Juan Fernández 3. Xavi Lleonart 4. Andrés Mir 5. Marc Salles (R) 6. Xavier Trenchs (GK) (R) 7. Manel Terraza 8. David Alegre 9. Pau Quemada |  |

### Pakistan
Coach: Akhtar Rasool
| 1. Imran Shah (GK) 2. Muhammad Irfan 3. Muhammad Rizwan Sr. 4. Muhammad Rizwan Jr. 5. Fareed Ahmed 6. Rashid Mehmood 7. Muhammad Waqas 8. Muhammad Umar Bhutta | 1. Abdul Haseem Khan 2. Shakeel Abbasi 3. Sohail Abbas (C) 4. Muhammad Tousiq 5. Shafqat Rasool 6. Rehan Butt 7. Waseem Ahmad 8. Muhammad Imran |

Reserver:
- Imran Butt (GK)
- Syed Kashif Shah

### Argentina
Coach: Pablo Lombi
| 1. Juan Manuel Vivaldi (GK) 2. Ignacio Bergner 3. Matías Vila (C) 4. Pedro Ibarra 5. Facundo Callioni 6. Lucas Rey 7. Rodrigo Vila 8. Matias Enrique Paredes | 1. Lucas Cammareri 2. Lucas Vila 3. Juan Martín Lopez 4. Santiago Montelli 5. Manuel Brunet 6. Agustin Mazzilli 7. Lucas Rossi 8. Gonzalo Peillat |

Reserver:
1. Juan Espinosa (GK)
2. Matías González

### Sydafrika
Coach: Gregg Clark
| 1. Jonathan Robinson 2. Wade Paton 3. Andrew Cronje 4. Lloyd Madsen 5. Austin Smith (C) 6. Timothy Drummond 7. Marvin Harper 8. Julian Hykes 9. Lloyd Norris-Jones | 1. Lance Louw 2. Rhett Halkett 3. Thornton McDade 4. Erasmus Pieterse (GK) 5. Justin Reid-Ross 6. Ian Haley 7. Taine Paton 8. Clinton Panther |

Reserver:
- Jacques Le Roux (GK)

## Grupp B

### Tyskland
Coach: Markus Weise
| 1. Maximilian Müller (C) 2. Martin Häner 3. Oskar Deecke 4. Christopher Wesley 5. Moritz Fürste 6. Tobias Hauke 7. Jan-Philipp Rabente 8. Benjamin Wess | 1. Timo Wess 2. Oliver Korn 3. Christopher Zeller 4. Max Weinhold (GK) 5. Matthias Witthaus 6. Florian Fuchs 7. Philipp Zeller 8. Thilo Stralkowski |

Reserver:
- Linus Butt
- Nicolas Jacobi (GK)

### Nederländerna
Coach: Paul van Ass
| 1. Jaap Stockmann (GK) 2. Tim Jenniskens 3. Klaas Vermeulen 4. Marcel Balkestein 5. Wouter Jolie 6. Billy Bakker 7. Roderick Weusthof 8. Robbert Kemperman 9. Sander Baart | 1. Teun de Nooijer 2. Floris Evers (C) 3. Bob de Voogd 4. Sander de Wijn 5. Rogier Hofman 6. Robert van der Horst 7. Valentin Verga 8. Mink van der Weerden |

Reserver:
- Pirmin Blaak (GK)

### Sydkorea
Coach: Cho Myung-Jun
| 1. Lee Myung-Ho 2. Jang Jong-Hyun 3. Oh Dae-Keun 4. Lee Nam-Yong 5. Seo Jong-Ho 6. Lee Seung-Il 7. Yoon Sung-Hoon 8. You Hyo-Sik | 1. Yeo Woon-Kon 2. Kang Moon-Kweon 3. Hyun Hye-Sung 4. Cha Jong-Bok 5. Hong Eun-Seong 6. Kim Young-Jin 7. Kang Moon-Kyu 8. Nam Hyun-Woo |

Reserver:
- Cho Suk-Hoon
- Kim Jae-Hyeon

### Nya Zeeland
Coach: Shane McLeod
| 1. Nicholas Haig 2. Andy Hayward 3. Simon Child 4. Blair Hopping 5. Dean Couzins (C) 6. Blair Hilton 7. Ryan Archibald 8. Bradley Shaw | 1. Kyle Pontifex (GK) 2. Phillip Burrows 3. Shea McAleese 4. Stephen Jenness 5. Richard Petherick 6. Hugo Inglis 7. Steve Edwards 8. Nicholas Wilson |

Reserver:
- Hamish McGregor (GK)
- Arun Panchia

### Indien
Coach: Michael Nobbs
| 1. Ignace Tirkey 2. Sandeep Singh 3. Bharat Chettri (C, GK) 4. Manpreet Singh 5. Sardara Singh (VC) 6. Dharamvir Singh 7. V.R. Raghunath 8. Gurbaj Singh | 1. Tushar Khandker 2. S.K. Uthappa 3. P.R. Sreejesh (GK) 4. Danish Mujtaba 5. Shivendra Singh 6. Gurwinder Singh Chandi 7. Sowmarpet Sunil 8. Birendra Lakra |

Reserver:
- Sarvanjit Singh
- Kothajit Singh

### Belgien
Coach: Colin Batch
| 1. Xavier Reckinger 2. Jerome Dekeyser 3. John-John Dohmen 4. Florent van Aubel 5. Maxime Luycx 6. Cedric Charlier 7. Benjamin van Hove 8. Gauthier Boccard | 1. Jeffrey Thys 2. Thomas Briels 3. Felix Denayer 4. Vincent Vanasch (GK) 5. Simon Gougnard 6. Alexandre de Saedeleer 7. Tom Boon 8. Jerome Truyens (C) |

Reserver:
- Emmanuel Leroy (GK)
- Elliot van Strydonck